# Kirill Moskalenko
Kirill Semjonovitj Moskalenko (ry. Кирилл Семёнович Москаленко), född 11 maj 1902, död 17 juni 1985, var en sovjetisk militär och politiker som 1955 utnämndes till marskalk av Sovjetunionen

## Karriär
Moskalenko deltog i inbördeskriget från 1920 och utbildade sig efter kriget till officer vid krigsskolan i Charkov. Han tjänstgjorde i några år som stabsofficer vid 6:e kavalleriregementet, och genomgick senare högre befälsutbildning. 1932 blev han stabschef vid ett regemente i 1:a kavalleridivisionen, och blev ett år senare regementschef. Han fungerade även som artilleriofficer vid en mekaniserad kår i Kievregionen, och skickades efter utbildning vid militärakademin i Leningrad till Odessa som artilleriofficer.

### Andra världskriget
Vid krigsutbrottet i juni 1941 var Moskalenko chef för en pansarvärnsbrigad och deltog i strider mot den tyska pansarformationen Panzergruppe 1. Han tilldelades Leninorden i juli 1941, och utnämndes i september samma år till befälhavare för 15:e skyttekåren som inneslöts i närheten av Kiev. Moskalenko undgick tysk fångenskap och blev chef för en mekaniserad enhet inom 13:e armén som deltog i slaget om Moskva.
I början av januari 1942 utnämndes Moskalenko till chef för 6:e armén, och i mars 1942 till chef för 38:e armén. Förbandet ingick i Sydvästfronten och deltog i den misslyckade sovjetiska offensiven i Charkovområdet i maj 1942. Det som återstod av armén drogs tillbaka österut och Moskalenko förflyttades till 1:a stridsvagnsarmén och deltog som den formationens förste befälhavare i slaget om Stalingrad. Efter den sovjetiska motoffensiven operation Uranus i november 1942 fick Moskalenko befälet över 40:e armén som ingick i Voronezjfronten under Filipp Golikov. Armén sattes in i flera offensiver västerut mot Dnepr, och ingick tillsammans med 3:e stridsvagnsarmén i operation Stjärna i februari 1943. I slutet av 1943 var 40:e armén med om att återta Charkov och Belgorod, och gick senare över Dnepr vid Kanev. Moskalenko befordrades till generalöverste och tilldelades utmärkelsen Sovjetunionens hjälte.
Inför operation Bagration återtog Moskalenko befälet över 38:e armén som deltog i striderna om Kiev och senare i april Kamenetz-Podolsk. Moskalenko och 38:e armén ingick tillsammans med 1:a tjeckoslovakiska armékåren i offensiven i Karpaterna, och deltog i erövringen av Prag. Moskalenko tilldelades utmärkelsen Tjeckoslovakiska republikens hjälte för sina insatser vid Tjeckoslovakiens befrielse.

### Efterkrigstiden
Efter freden 1945 utnämndes Moskalenko till befälhavare för Moskvas luftförsvarsdistrikt. Han blev 1960 chef för det strategiska missilförsvaret och utnämndes 1962 till biträdande försvarsminister. Han ingick i kommunistpartiets centralkommitté och satt i Högsta sovjet. Han utnämndes 1955 till marskalk av Sovjetunionen och fick utmärkelsen Sovjetunionens hjälte en andra gång 1978. Han avled den 17 juni 1985 och ligger begravd i Moskva.